# Stay Trippy
Stay Trippy è il terzo album in studio da solista del rapper statunitense Juicy J, pubblicato nel 2013.

## Tracce
1. Stop It – 3:21
2. Smokin' Rollin' (featuring Pimp C) – 2:36
3. No Heart No Love (featuring Project Pat) – 4:03
4. So Much Money – 3:31
5. Bounce It (featuring Wale & Trey Songz) – 4:20
6. Wax – 3:33
7. Gun Plus a Mask (featuring Yelawolf) – 3:23
8. Smoke a Nigga (featuring Wiz Khalifa) – 4:17
9. Show Out (featuring Big Sean & Young Jeezy) – 4:29
10. The Woods (featuring Justin Timberlake & Timbaland) – 4:20
11. Money a Do It – 3:56
12. Talkin' Bout (featuring Chris Brown & Wiz Khalifa) – 4:21
13. All I Blow Is Loud – 3:38
14. Bandz a Make Her Dance (featuring Lil Wayne & 2 Chainz) – 4:38
15. Scholarship (featuring ASAP Rocky) – 3:29
16. If It Ain't – 3:44

Tracce Bonus - Edizione Deluxe
1. One Thousand (featuring Wiz Khalifa) – 3:25
2. Having Sex (featuring Trina & 2 Chainz) – 3:44
3. One of Those Nights (featuring The Weeknd) – 4:17